# 富士信安
富士 信安（ふじ のぶやす、生年不詳 - 宝暦10年5月18日（1760年6月30日））は、江戸時代の富士山本宮浅間大社の大宮司で、富士氏当主。

## 略歴

### 宝永大噴火
信安が大宮司在任中、宝永大噴火が発生した。この際に江戸幕府より祈祷が命じられ、公文・案主・別当らと祈祷を行っている。この功により宝永4年（1707年）12月18日に幕府より銀百枚を拝領している。また翌年には修造料として2000両を賜わっている。

### 放逐
天和3年（1683年）の「幕府裁許状」によると、浅間大社に係る沙汰は四人合議制を取ることが記されている。一方で信安と他三人との関係は良好とは言えず、社中の権限に関連して争論が発生することがあった。例えば宝永5年（1708年）には浅間大社の遷宮事業に関連して、信安は別当宝幢院・公文・案主を相手取り寺社奉行へ訴え出るなどしている。
そのような中で正徳元年（1711年）に四人による合議を経ず人事を決めたとして、信安は幕府より懲罰を受けている。結果、父信時と共に浅間大社の鎮座地である大宮を去ることとなった。
時代は下り、三代後の大宮司である富士信栄の代に入ると、信栄の後見人・別当宝幢院・公文・案主により追放を取りやめるよう寺社奉行所に申請がなされた。結果として居住地の制限は解除され、富士郡黒田に住むこととなり、生涯を終えたという。